# Mihai Nistor
Mihai Nistor este un fost senator român în legislatura 1992-1996 ales în județul Suceava pe listele partidului FDSN. Mihai Nistor a fost validat ca senator pe data de 9 februarie 1993, când l-a înlocuit pe senatorul Ioan Băncescu. În iulie 1993, Mihai Nistor a devenit membru PDSR. Mihai Nistor a inițiat 3 propuneri legislative.

## Legaturi externe
- Mihai Nistor Arhivat în 22 august 2016, la Wayback Machine. la cdep.ro